# This Is Happening
This Is Happening é o terceiro álbum de estúdio da banda LCD Soundsystem, lançado a 17 de maio de 2010.
O disco estreou no número 10 da Billboard 200, com vendas de cerca de 31 mil cópias na primeira semana. Alcançou o topo do Dance/Electronic Albums na mesma semana, destronando Lady Gaga com o seu The Fame que contava com cinco meses nessa posição.
| Críticas profissionais | Críticas profissionais |
| Avaliações da crítica  | Avaliações da crítica  |
| Fonte                  | Avaliação              |
| ---------------------- | ---------------------- |
| Allmusic               | [ 4 ]                  |
| Consequence of Sound   | [ 5 ]                  |
| Drowned in Sound       | (7/10)                 |
| The Guardian           | [ 7 ]                  |
| NME                    | (8/10)                 |
| MusicOMH               | [ 9 ]                  |
| Pitchfork Media        | (9.2/10)               |
| Slant Magazine         | [ 11 ]                 |
| Spin                   | {                      |
| Rolling Stone          | [ 13 ]                 |
| Clash                  | [ 14 ]                 |
| the WILD honey pie     | (8.6/10)               |

## Faixas
Todas as faixas escritas por James Murphy, toda a música composta por LCD Soundsystem.
1. "Dance Yrself Clean" -	8:56
2. "Drunk Girls" - 3:42
3. "One Touch" - 7:45
4. "All I Want" - 6:41
5. "I Can Change" - 5:55
6. "You Wanted a Hit" - 9:06
7. "Pow Pow" - 8:23
8. "Somebody's Calling Me" - 6:53
9. "Home" - 7:53
10. "Throw" (faixa bónus iTunes) - 10:00
11. "Oh You (Christmas Blues)" (faixa bónus iTunes) - 3:51